# Perseigne

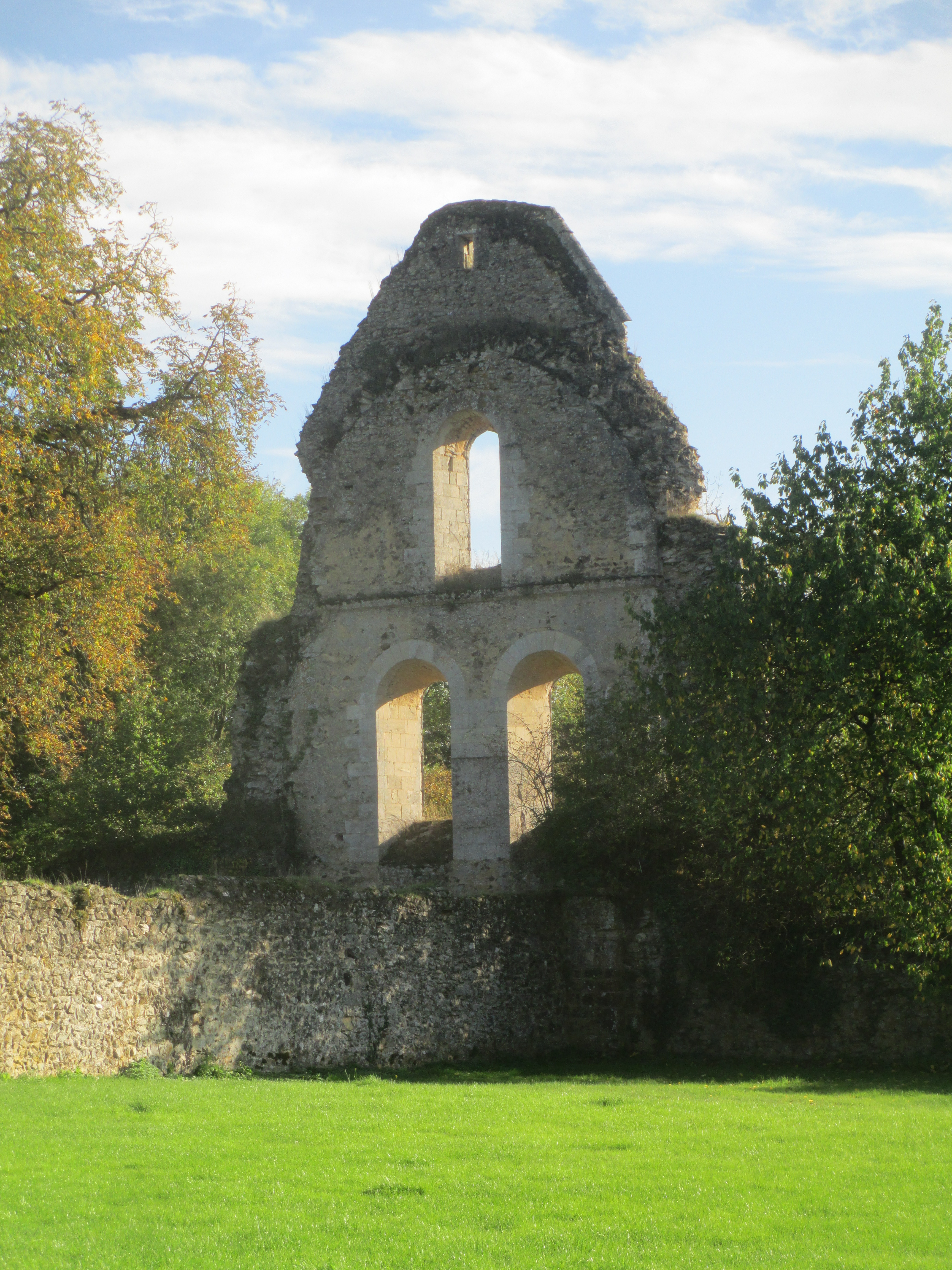
Lo que queda de la iglesia de la abadía cisterciense de Perseigne

Perseigne, Abadía de Perseigne o Monasterio de Perseigne es el nombre de una abadía cisterciense fundada hacia 1145, de cuyo edificio sólo quedan los muros. Estaba situada a la entrada del Bosque de Perseigne (Forêt de Perseigne), actualmente dentro del parque natural regional Normandía-Maine (Parc Naturel Régional Normandie-Maine), cerca de Neufchâtel-en-Saosnois.
La fundación de la abadía se debió al patronazgo de Guillermo, conde de Alençon, a quien San Bernardo envió doce monjes, dos novicios y veintiún legos bajo la dirección del abad Erard para ayudar a su construcción.
Entre los personajes ligados a la abadía destacaron Adán de Perseigne (c. 1145–1221), que fue abad; y Tomás de Perseigne (-c. 1190), que fue monje.
Actualmente existe una Mancomunidad de Perseigne o Macizo de Perseigne (Communauté de communes du Massif de Perseigne o Massif de Perseigne), una mancomunidad de seis municipios (communes) del departamento de Sarthe (Países del Loira, Francia): Chasse, Chenay, la Fresnaye sur Chedouet, Lignieres la Carelle, Roullee y Saint Rigomer des Bois.